# Hillview (Illinois)
Hillview és una població dels Estats Units a l'estat d'Illinois. Segons el cens del 2000 tenia 179 habitants.

## Demografia
Segons el cens del 2000, Hillview tenia 179 habitants, 63 habitatges, i 50 famílies. La densitat de població era de 81,3 habitants/km².
Dels 63 habitatges en un 30,2% hi vivien nens de menys de 18 anys, en un 65,1% hi vivien parelles casades, en un 7,9% dones solteres, i en un 20,6% no eren unitats familiars. En el 19% dels habitatges hi vivien persones soles el 12,7% de les quals corresponia a persones de 65 anys o més que vivien soles. El nombre mitjà de persones vivint en cada habitatge era de 2,84 i el nombre mitjà de persones que vivien en cada família era de 3,24.
Per edats la població es repartia de la següent manera: un 28,5% tenia menys de 18 anys, un 5% entre 18 i 24, un 27,9% entre 25 i 44, un 21,8% de 45 a 60 i un 16,8% 65 anys o més.
L'edat mediana era de 35 anys. Per cada 100 dones de 18 o més anys hi havia 93,9 homes.
La renda mediana per habitatge era de 24.167 $ i la renda mediana per família de 25.625 $. Els homes tenien una renda mediana de 15.625 $ mentre que les dones 18.750 $. La renda per capita de la població era de 9.157 $. Aproximadament el 23,7% de les famílies i el 25,3% de la població estaven per davall del llindar de pobresa.

## Poblacions properes
El següent diagrama mostra les poblacions més properes.